# Lynn Green
Lynn Green (ur. ok. 1965) – brytyjska duchowna baptystyczna, pastor, od maja 2013 r., sekretarz generalny, Baptist Union of Great Britain (BUGB). 
Jest pierwszą kobietą w historii zarządzającą BUGB, zrzeszającej 2150 zborów baptystycznych z łączną liczbą 140 tys. wyznawców. Na stanowisku zastąpiła pastora Jonathana Edwardsa. Jednocześnie w ramach polityki oszczędnościowej doszło do połączenia funkcji sekretarza generalnego z funkcją głównego administratora wspólnoty Kościołów.